# Right Side Broadcasting Network
Right Side Broadcasting Network (RSBN), ook wel bekend als Right Side Broadcasting, is een Amerikaans conservatief mediabedrijf dat in 2015 werd opgericht door Joe Seales. Het is het bekendst om hun livestreamverslaggeving van de bijeenkomsten en openbare evenementen van Donald Trump op hun YouTube- en Rumble-kanalen.
In januari 2024 had het kanaal van RSBN meer dan 1,6 miljoen abonnees en was het in totaal 284 miljoen keer bekeken.

## Geschiedenis
In juli 2015 startte Joe Seales met het live streamen van evenementen voor de presidentscampagne van Donald Trump tijdens de verkiezingen van 2016. Toen zijn streams meer dan een miljoen keer waren bekeken, merkte Seales de groeiende vraag naar onbewerkte Trump-video's op. Hierop besloot hij Right Side Broadcasting op te richten, met als doel de toespraken van Trump in hun 'volledige context' te tonen.

## Platformen
RSBN is vooral bekend om hun YouTube-kanaal.

## Verslaggeving 2016–2019
In de zomer van 2016 lanceerde het bedrijf verschillende shows met onder anderen Wayne Dupree en pastor Mark Burns. Donald Trump streamde tijdens het derde presidentiële debat van 2016 de RSBN-verslaggeving live op zijn Facebook-pagina. In oktober 2016 ontving het bedrijf $40.000 aan donaties, wat in 2023 ongeveer $49.799 zou zijn.
Op 24 oktober introduceerde Trump, in samenwerking met RSBN, een avondnieuwsprogramma op zijn Facebookpagina. Dit leidde tot speculaties onder commentatoren of het bedrijf met Trump zou kunnen samenwerken om "Trump TV" op te zetten. Seales vertelde Business Insider in reactie daarop dat de speculatie ‘ongegrond’ was. Trump vertelde WLW dat hij geen interesse had in het opzetten van het bedrijf na de verkiezingen.
Seales zei dat Trump tijdens zijn presidentscampagne in 2016 vaak naar het netwerk keek in zijn privéjet en het waardeerde dat het bedrijf de omvang van zijn publiek in beeld bracht. Seales heeft ook verklaard dat hij regelmatig contact had met Dan Scavino, Trumps directeur voor sociale media.
In 2016 fungeerde RSBN als het officiële live streamingplatform voor de Facebookpagina van de Trump-campagne, waarbij hun video's bijna 300 miljoen keer werden bekeken. Hun YouTube-kanaal werd bijna 120 miljoen keer bekeken.
Op 7 december 2016 kreeg Right Side Broadcasting Network toegang tot de perszaal van het Witte Huis tijdens Donald Trumps presidentschap. Na Trumps persconferentie op 11 januari 2017 werd de feed van het netwerk prominent weergegeven op de voorpagina van Drudge Report.
Op 19 januari 2017 heeft het netwerk het DeploraBall live uitgezonden.

## Verslaggeving presidentsverkiezingen 2020
Right Side Broadcasting Network heeft vanaf begin 2020 verslag gedaan van alle campagnebijeenkomsten van president Donald Trump. In Toledo, Ohio op 9 januari 2020 vond de eerste campagnebijeenkomst plaats. Het verslag dat werd gedaan door RSBN van Trump zijn campagnebijeenkomsten stopte tijdelijk omdat hij vanwege de Coronapandemie een pauze inlaste. Het verslag van de campagnebijeenkomsten hervatte toen Trump in juni 2020 weer campagne begon te voeren met zijn bijeenkomst in Tulsa, Oklahoma. RSBN berichtte ook over Trumps toespraak en vuurwerkviering op Mount Rushmore op 3 juli 2020.
Gedurende de presidentsverkiezingen van 2020 werden de streams van RSBN over de campagnebijeenkomsten van Donald Trump meer dan 127 miljoen keer bekeken op YouTube.